# 沙頭角公路
沙頭角公路（英語：Sha Tau Kok Road）是香港早期興建的公路之一，連接新界粉嶺及沙頭角，全長10.5公里，由馬會道至香園圍公路一段為雙程四線分隔車道（至坪輋路一段為路政署於1995年至1999年間所擴建，至香園圍公路一段為土木工程拓展署香園圍管制站附屬工程而於2013-2018年擴建），其餘路段為雙程雙線道路。沙頭角公路主要分作4段，起始是龍躍頭段（粉嶺鐵路站至流水響）、馬尾下段（高埔至大塘湖）、禾坑段（萊洞至麻雀嶺）以及石涌凹段（鹽灶下至沙頭角邊境檢查站）。
沙頭角公路是繼青山公路和大埔公路後，香港政府興建的第三條主要公路，於1927年正式通車。公路的通車，使當時九廣鐵路的沙頭角支線於1年後的1928年停辦。
沙頭角公路大部分路段限速為50公里，但禾坑一段限速達70公里，現因道路工程而改為50公里，而沙頭角過境車輛現轉用香園圍公路往大埔、沙田、香港島和九龍各區。

### 禾坑段

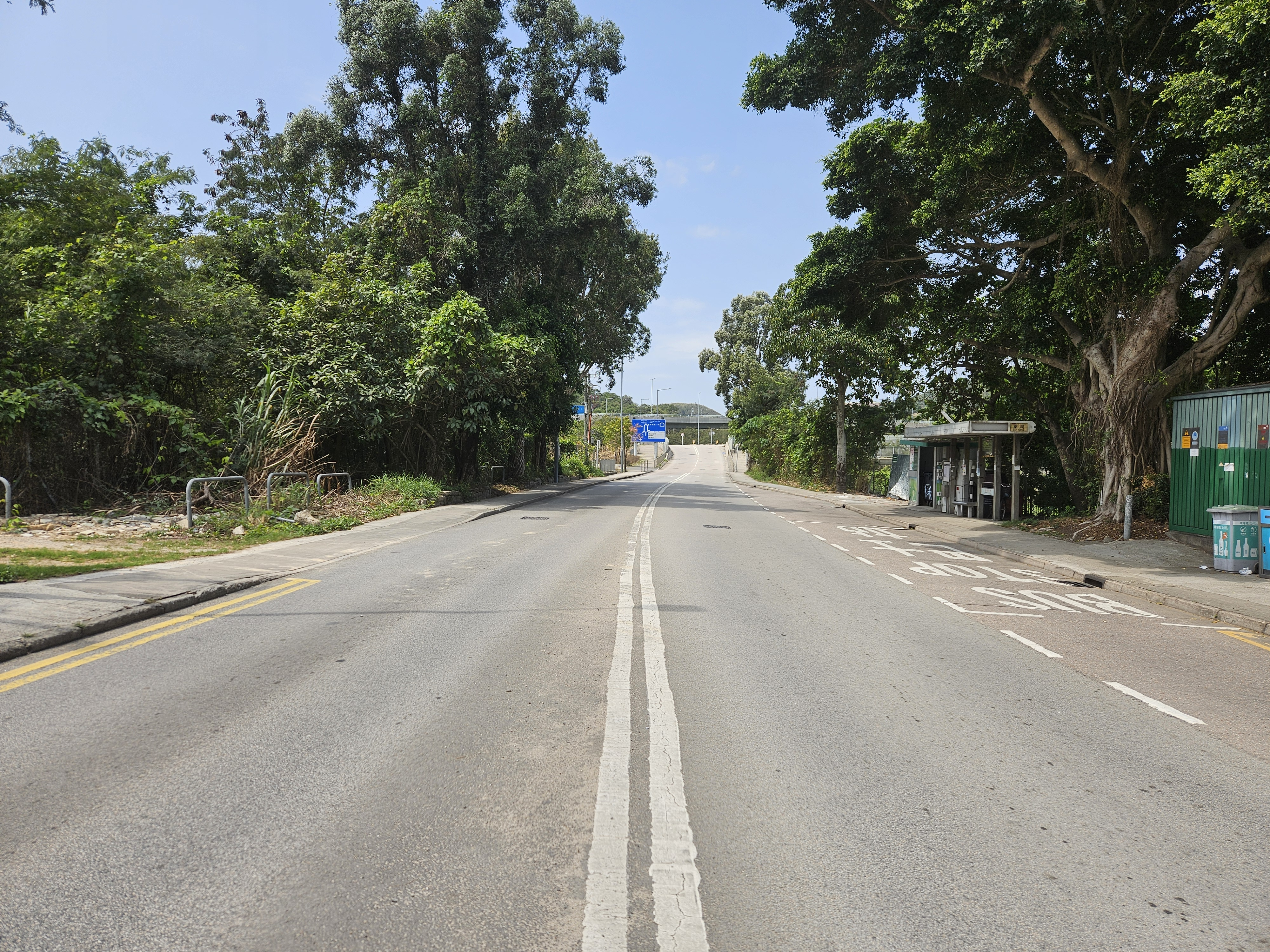
沙頭角公路－禾坑段近萊洞村

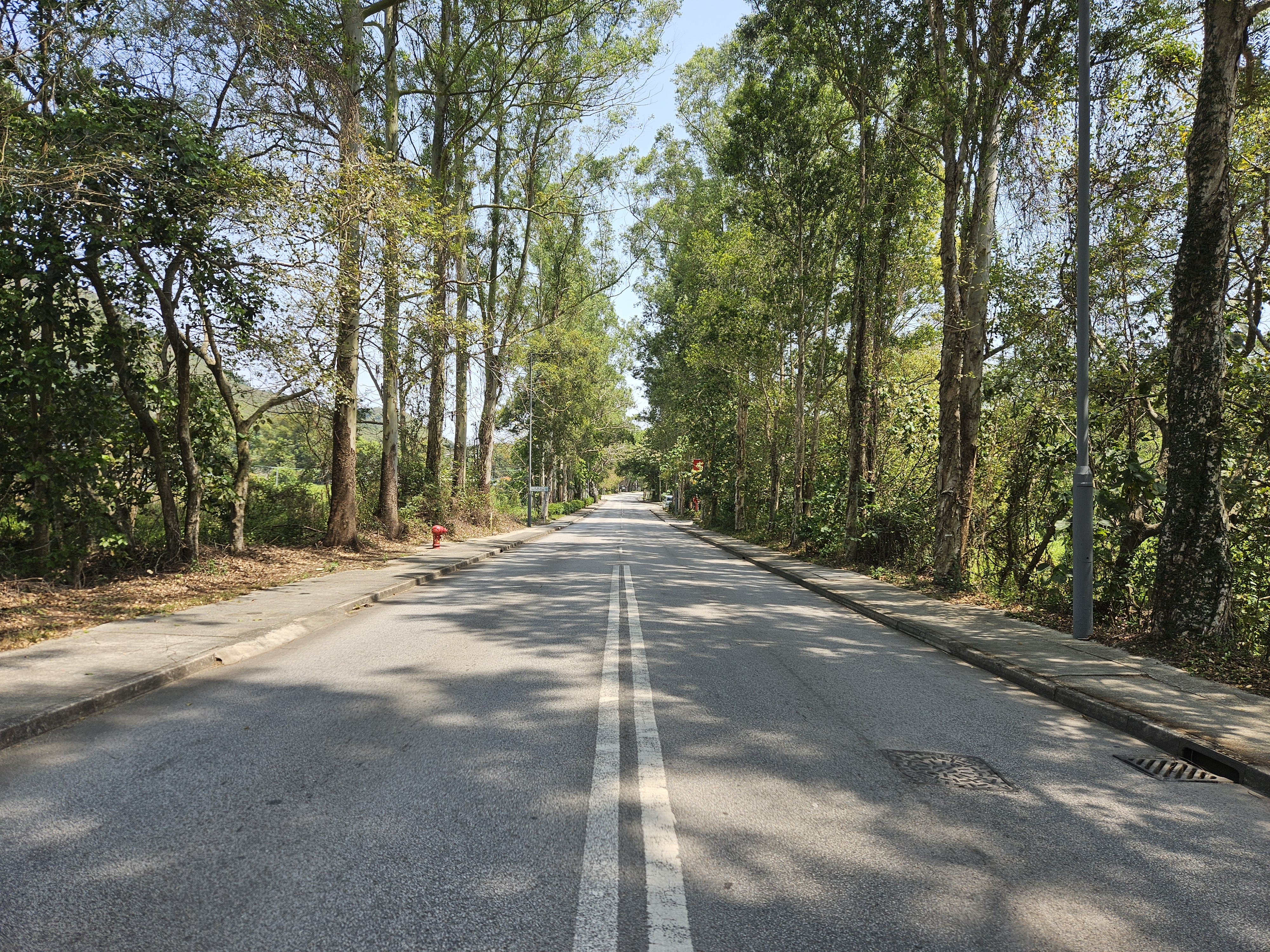
沙頭角公路－禾坑段近大朗村

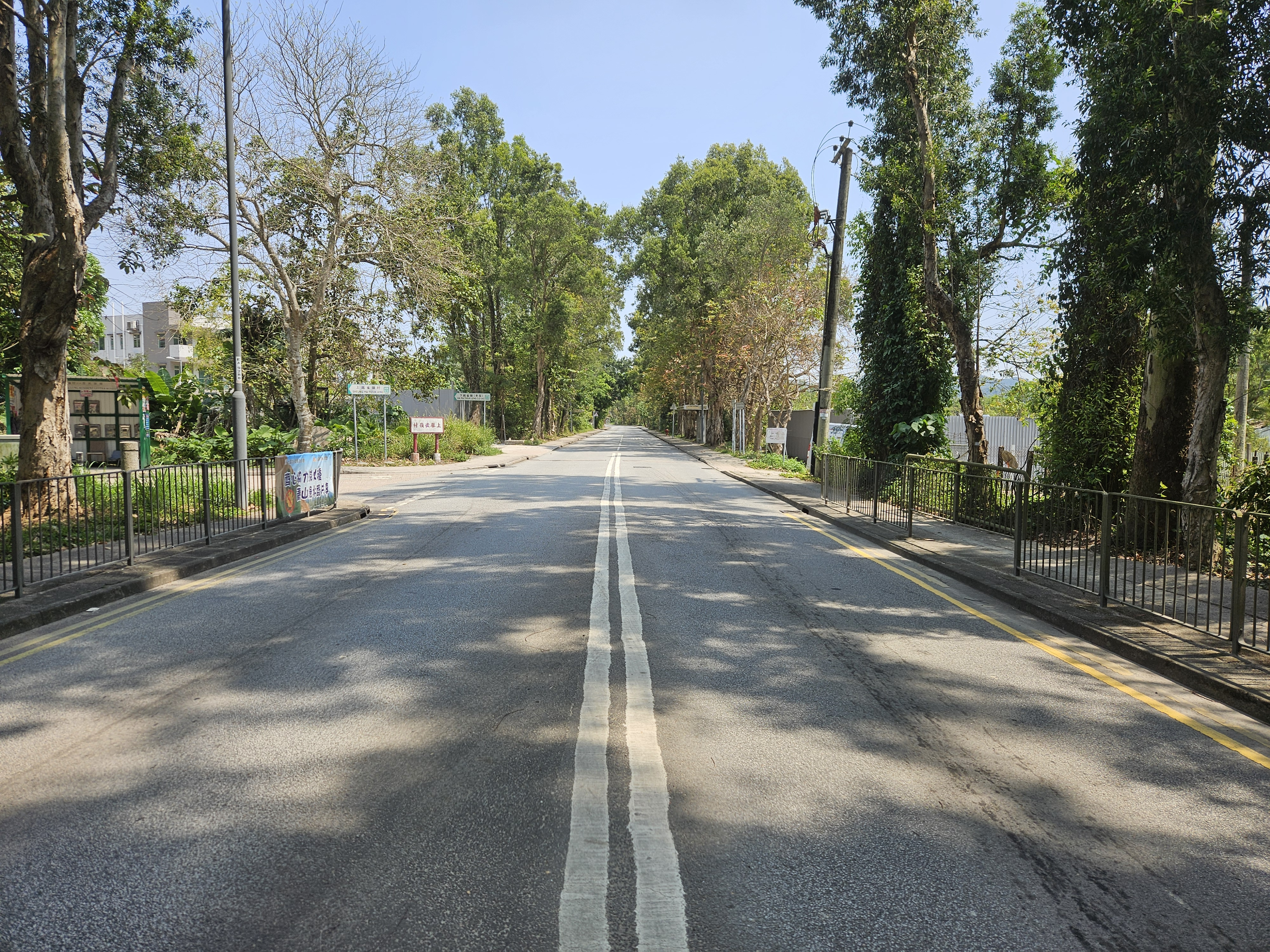
沙頭角公路－禾坑段近上蔴雀嶺村

## 連接道路

### 龍躍頭段

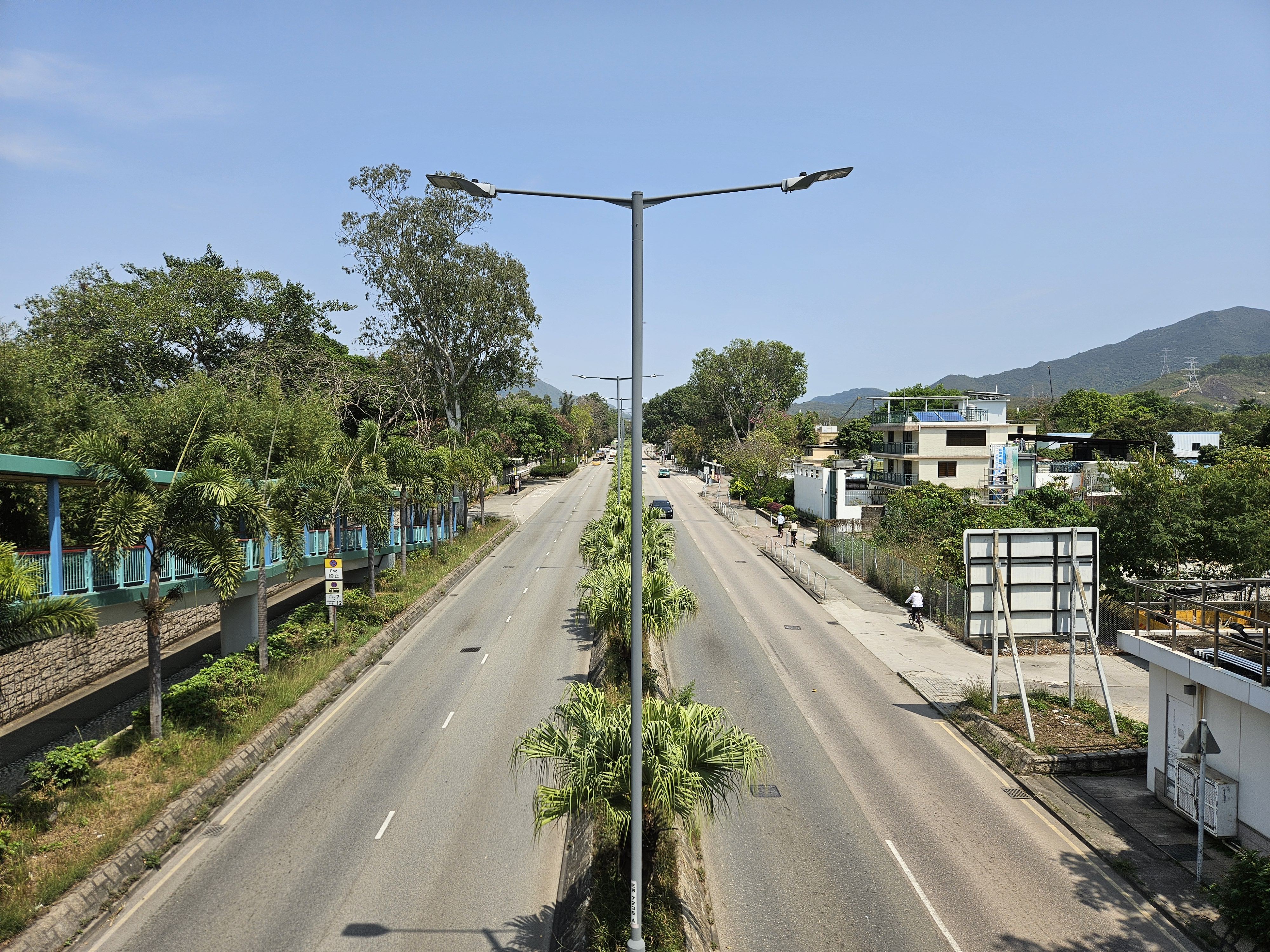
沙頭角公路－龍躍頭段近新圍軍營

- 粉嶺車站路
- 新運路
- 馬會道
- 粉嶺樓路
- 樂業路
- 聯安街
- 馬適路
- 安居街
- 龍馬路
- 道揚路
- 流水響道

### 馬尾下段
- 坪輋路
- 香園圍公路
- 禾徑山路

### 石涌凹段

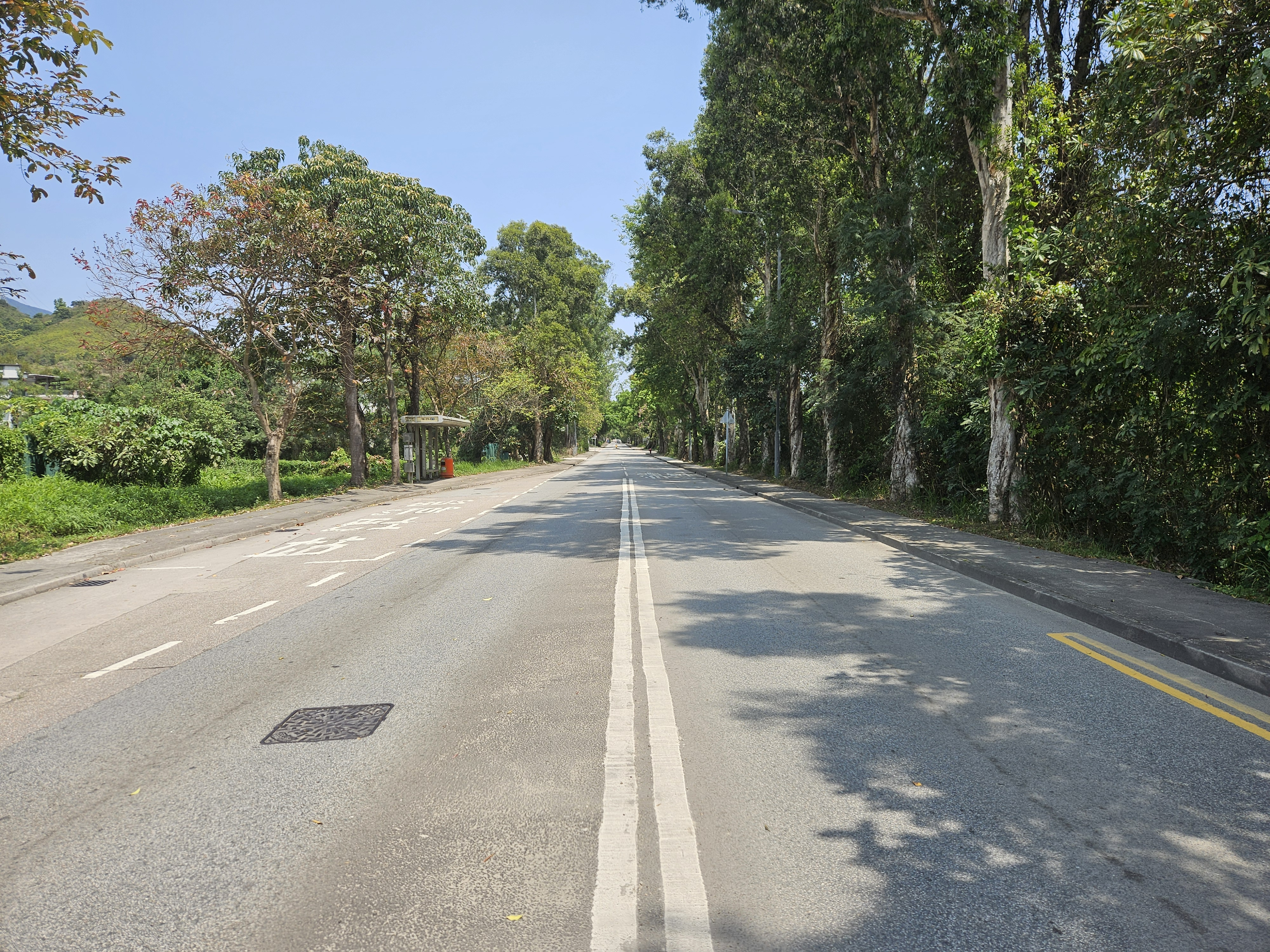
沙頭角公路－石涌凹段近石橋頭村

- 鹿頸路
- 山咀村路
- 沙河路

沙頭角檢查站
- 順興街
- 順隆街

## 鄰近地方
- 粉嶺消防局
- 粉嶺樓
- 安樂村工業區
- 聯和墟
- 逸峯
- 新圍軍營
- 前皇后山軍營（皇后山邨及山麗苑）
- 馬料水新村
- 軍地
- 孔嶺
- 南涌
- 鹿頸
- 沙頭角診所
- 沙頭角農莊

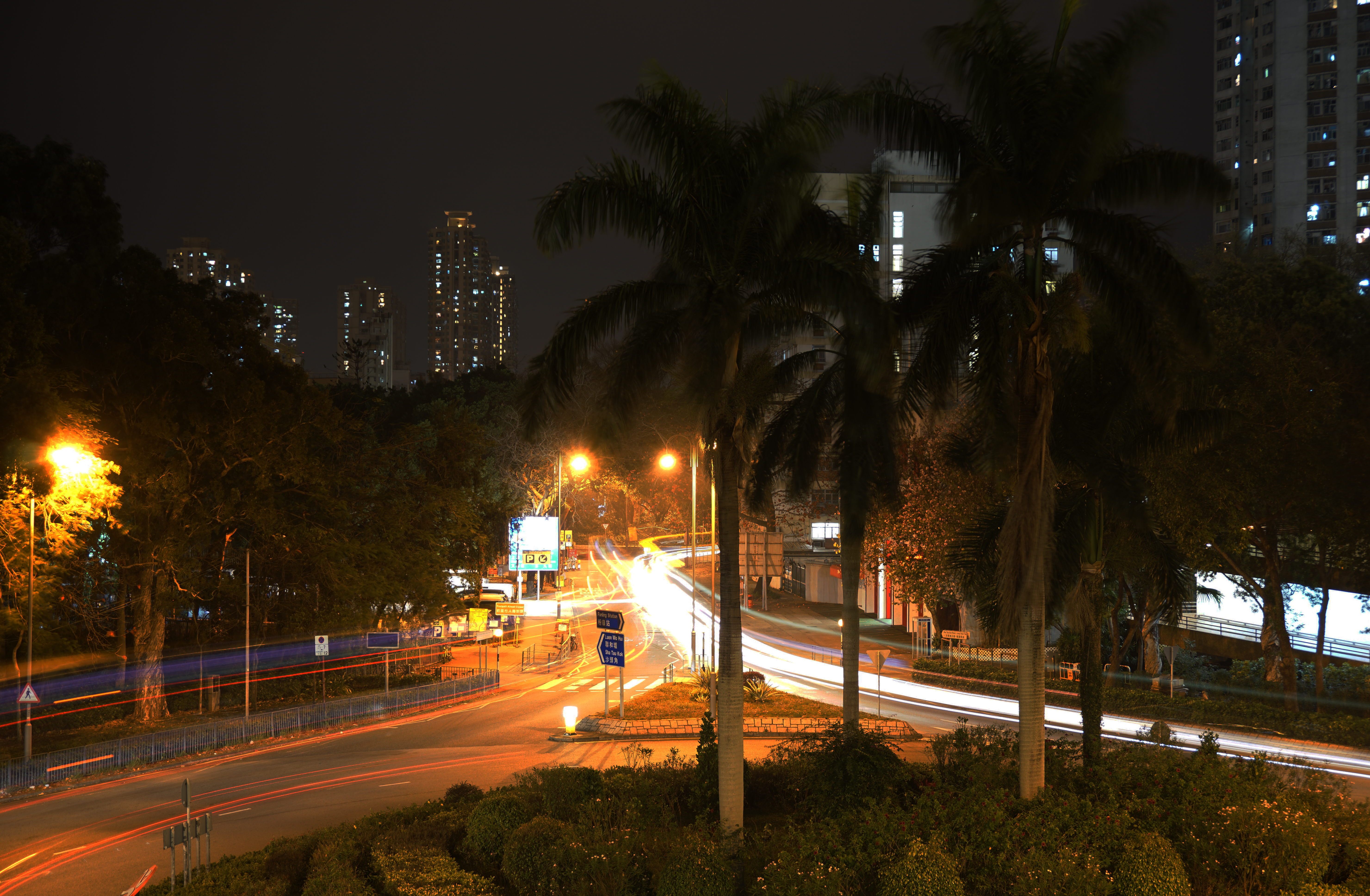
沙頭角公路－龍躍頭段西端夜景
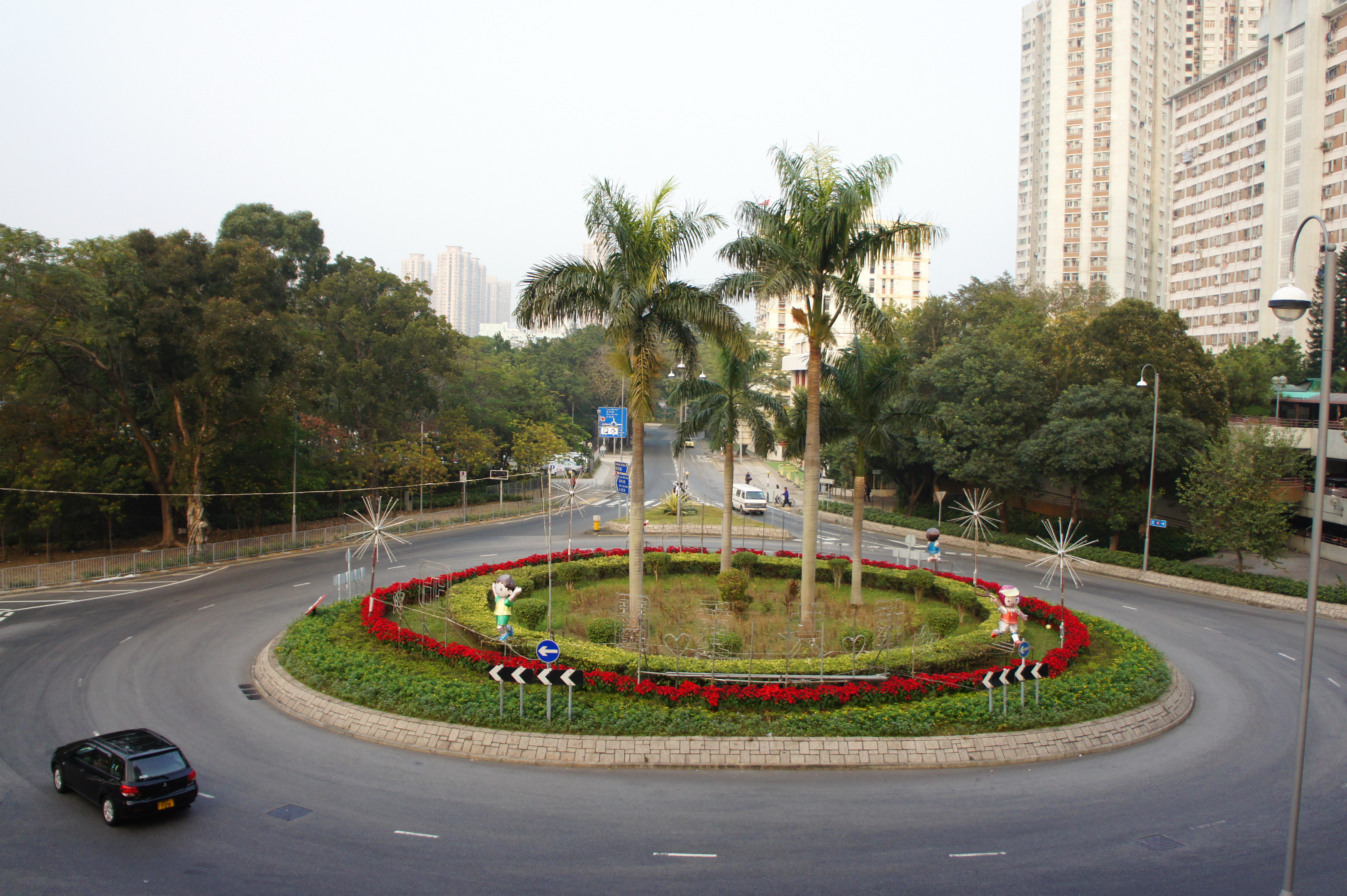
沙頭角公路－龍躍頭段西端與新運路交界的迴旋處
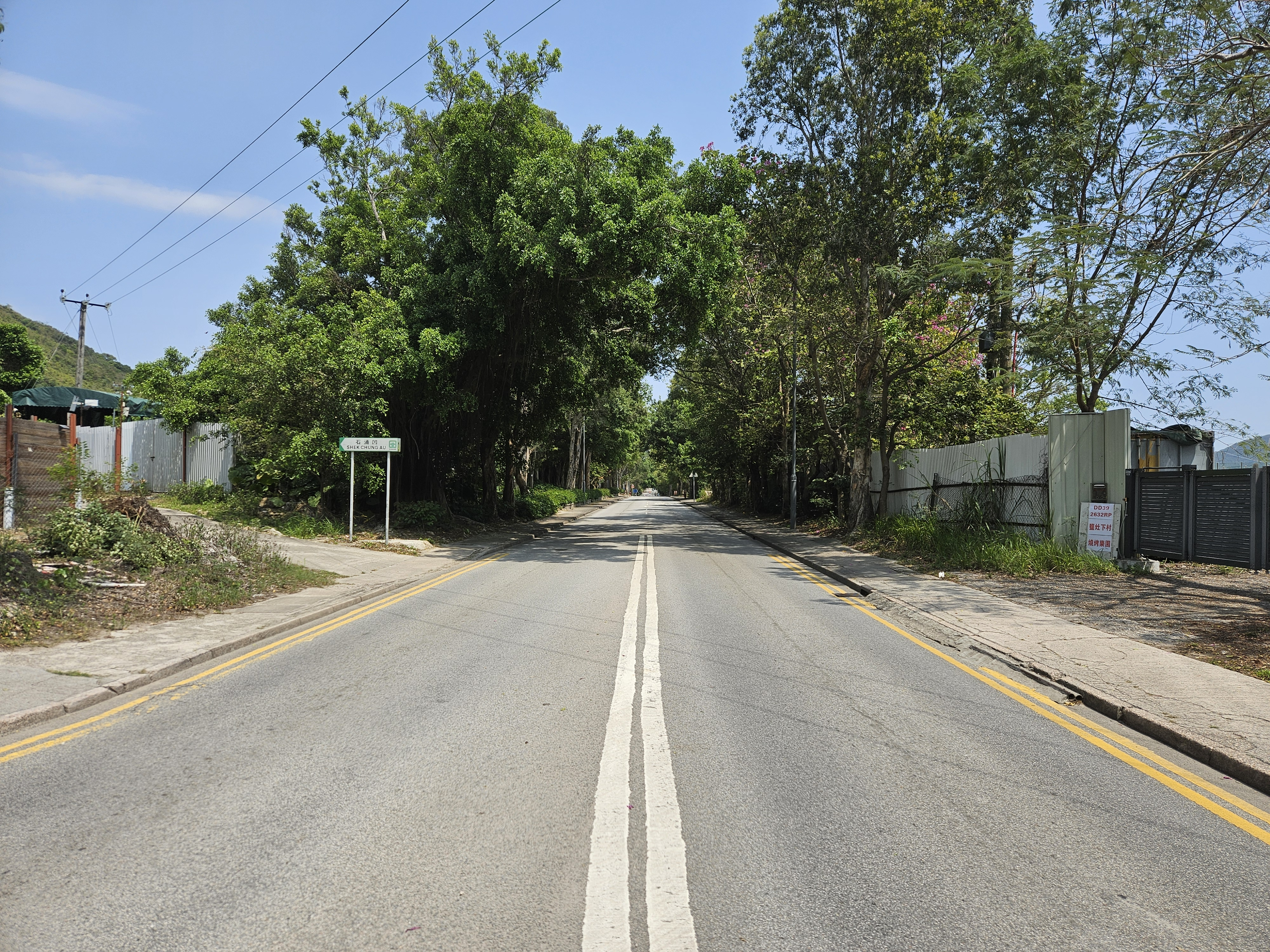
沙頭角公路－石涌凹段
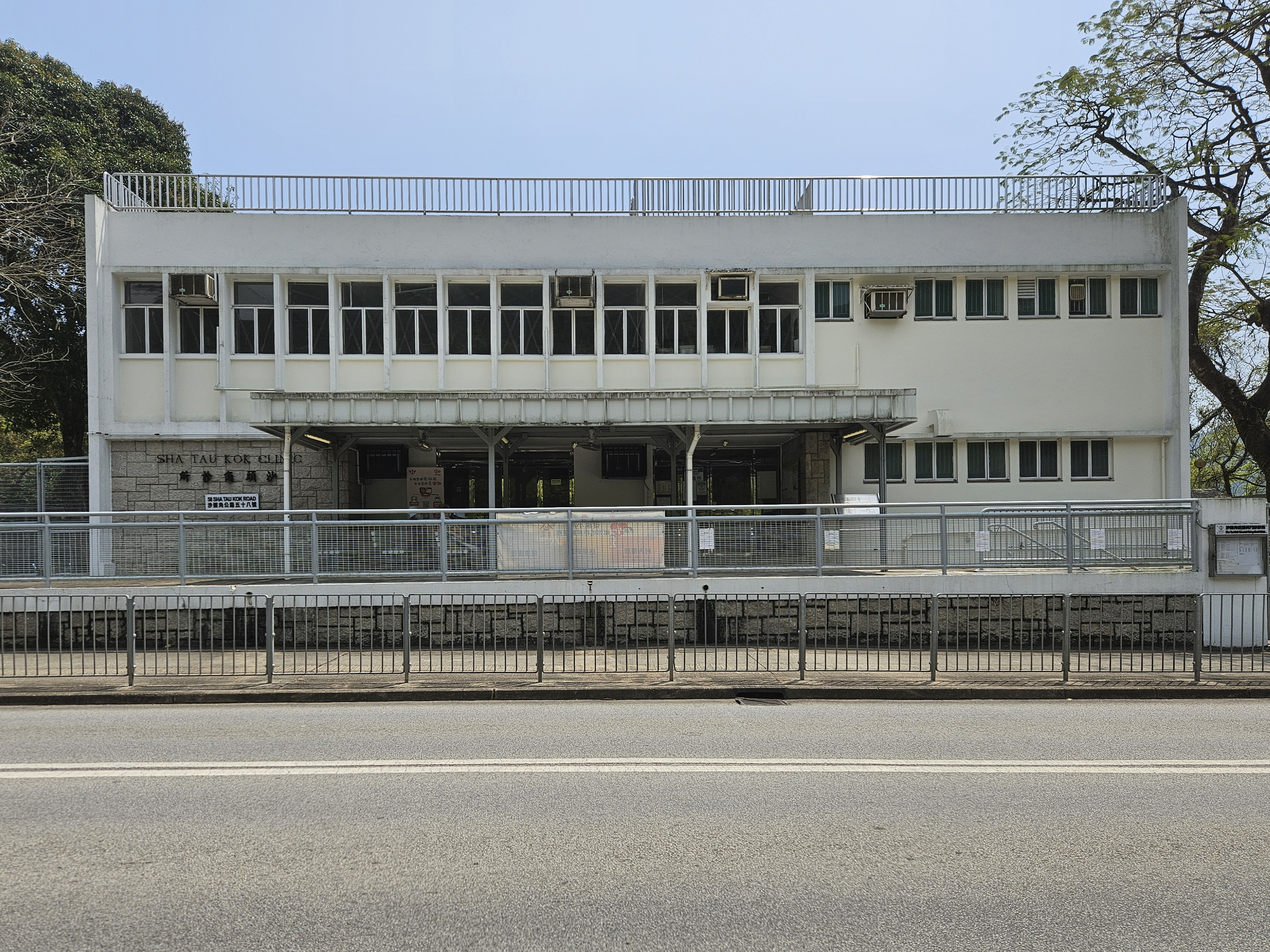
沙頭角診所